# Sphagnum reclinatum
Sphagnum reclinatum är en bladmossart som beskrevs av H. Crum 1995. Sphagnum reclinatum ingår i släktet vitmossor, och familjen Sphagnaceae. Inga underarter finns listade i Catalogue of Life.